# 2014 aux échecs
| Années des échecs : 2011 - 2012 - 2013 - 2014 - 2015 - 2016 - 2017    |
| Décennies des échecs : 1980 - 1990 - 2000 - 2010 - 2020 - 2030 - 2040 |

Cette page recense les événements liés au monde des échecs qui ont eu lieu en 2014.

## Championnats du monde

### Championnat du monde mixte
En novembre, Viswanathan Anand, vainqueur du tournoi des candidats de Khanty-Mansiysk en mars 2014 et champion du monde jusqu'en 2012 affronte le Norvégien Magnus Carlsen, champion du monde en titre depuis 2013. Carlsen conserve son titre en battant Anand par le score de 6,5 à 4,5, la partie étant initialement prévue en douze rondes.

### Championnat du monde de blitz et de parties rapides
| Tournoi        | Champion mixte | Championne       |
| -------------- | -------------- | ---------------- |
| Cadence rapide | Magnus Carlsen | Kateryna Lagno   |
| Cadence blitz  | Magnus Carlsen | Anna Mouzytchouk |

### Championnats du monde d'échecs senior, de la jeunesse et des solutionnistes
| Âge                              | Champion mixte     | Championne              |
| -------------------------------- | ------------------ | ----------------------- |
| Plus de 50 ans                   | Zurab Sturua       | Svetlana Mednikova      |
| Plus de 65 ans                   | Anatoli Vaïsser    | Nona Gaprindachvili     |
| Juniors (moins de 20 ans)        | Lu Shanglei        | Aleksandra Goriatchkina |
| Moins de 18 ans                  | Oleksandr Bortnyk  | Dinara Saduakassova     |
| Moins de 16 ans                  | Alan Pichot        | Laura Unuk              |
| Moins de 14 ans                  | Liu Yan            | Qiyu Zhou               |
| Moins de 12 ans                  | Nguyễn Anh Khôi    | Jennifer Yu             |
| Moins de 10 ans                  | Nihal Sarin        | Divya Deshmukh          |
| Moins de 8 ans                   | Ilya Makoveev (en) | Munkhzul Davaakhuu      |
| Résolution de problèmes d'échecs | Kacper Piorun      |                         |

## Tournois et opens

### 1ertrimestre
- Janvier : la Rilton Cup (Suède) est gagnée par Jon Ludvig Hammer.
- Janvier : le tournoi de Wijk aan Zee est remporté par Levon Aronian. Le joueur croate Ivan Šarić gagne le tournoi « Challengers »[6].
- Janvier : le festival d'échecs de Gibraltar est remporté par Ivan Cheparinov[7].
- Le Zurich Chess Challenge est remporté par Magnus Carlsen[8].

### 2etrimestre
- 17-26 avril : Magnus Carlsen remporte le tournoi d'échecs de Şəmkir (mémorial Vugar Gashimov) de catégorie 22 avec un score de 7/9 devant Anand (6/9) et Caruana (5/9)[9].
- 10-21 mai : Le tournoi d'échecs de Poïkovski est remporté par Aleksandr Morozevitch[10].
- Le Mémorial Capablanca est remporté par Wesley So[réf. souhaitée].
- 2-13 juin : Le Norway Chess est remporté par Sergey Karjakin[11].
- 25 juin - 4 juillet : Le tournoi d'échecs de Danzhou est remporté par Ding Liren[12].

### 3etrimestre
- Le tournoi d'échecs de Dortmund est remporté par Fabiano Caruana[13].
- Le festival d'échecs de Bienne est remporté par Maxime Vachier-Lagrave[14].
- Le Grenke Chess Classic est remporté par Arkadij Naiditsch[15].
- La Coupe Sinquefield (Sinquefield Cup) est gagnée par Fabiano Caruana sur la marque exceptionnelle de 8,5/10 avec une série de 7 victoires au début de ce tournoi[16],[17].
- La finale des Maîtres du Grand Slam est remportée par Viswanathan Anand[18].

### 4etrimestre
- Création du tournoi Millionaire Chess aux États-Unis, fortement doté, et dont la première édition est remportée par Wesley So[19].
- 25 nov.-5 décembre : Yu Yangyi gagne le premier Qatar Masters open organisé à Doha devant 154 participants sur un score de 7,5/9 laissant Giri et Kramnik à un demi-point[20].
- Le London Chess Classic est remporté par Viswanathan Anand[21].

## Compétitions par équipes

### Olympiade d'échecs
A Tromsø :
- Classement mixte : 1er Chine 2e Hongrie, 3e Inde
- Classement féminin : 1er Russie 2e Chine, 3e Ukraine

### Championnats continentaux par équipes
| Compétition                                        | Vainqueur mixte            | Vainqueur femmes           |
| -------------------------------------------------- | -------------------------- | -------------------------- |
| Championnat du monde d'échecs par équipes          | Pas de compétition en 2014 | Pas de compétition en 2014 |
| Championnat d'Europe d'échecs des nations          | Pas de compétition en 2014 | Pas de compétition en 2014 |
| Championnat d'Asie d'échecs des nations            | Chine                      | Chine                      |
| Championnat panaméricain d'échecs des nations (en) |                            |                            |

### Championnats interclubs
| Pays                                       | Champion               | Deuxième                       | Troisième               |
| ------------------------------------------ | ---------------------- | ------------------------------ | ----------------------- |
| Coupe d'Europe des clubs d'échecs          | SOCAR Bakou            | G-Team Nový Bor                | Malakhit Iekaterinbourg |
| Coupe d'Europe des clubs d'échecs féminine | Nona Batoumi           |                                |                         |
| Championnat d'Allemagne d'échecs des clubs | OSG Baden-Baden        |                                |                         |
| Championnat d'Espagne d'échecs des clubs   | Mérida Pat. de la Hum. |                                |                         |
| Championnat de France d'échecs des clubs   | Clichy Échecs 92       | Cercle d'échecs de Bischwiller | Mulhouse Philidor       |
| Coupe de France d'échecs des clubs         | Bois-Colombes          | Migné                          | —                       |
| Four Nations Chess League (en) (4NCL)      |                        |                                |                         |
| United States Chess League (en) (USCL)     |                        |                                |                         |

## Championnats continentaux et nationaux individuels

### Championnats continentaux individuels
| Compétition                              | Champion mixte          | Championne               |
| ---------------------------------------- | ----------------------- | ------------------------ |
| Championnat d'Afrique d'échecs           | Kenneth Solomon         | Shrook Wafa              |
| Championnat d'Asie d'échecs              | Yu Yangyi               | Irine Kharisma Sukandar  |
| Championnat d'Amérique d'échecs          | Julio Granda            | Carolina Luján           |
| Championnat d'Europe d'échecs individuel | Alexandre Motyliov      | Valentina Gounina        |
| Championnat d'Océanie d'échecs           | Christopher Wallis (ru) | Vineetha Wijesuriya (en) |

### Championnats nationaux individuels
| Pays                                              | Champion mixte                   | Championne               |
| ------------------------------------------------- | -------------------------------- | ------------------------ |
| Championnat d'Afrique du Sud d'échecs             |                                  |                          |
| Championnat d'Albanie d'échecs (en)               |                                  |                          |
| Championnat d'Algérie d'échecs                    |                                  |                          |
| Championnat d'Allemagne d'échecs                  |                                  |                          |
| Championnat d'Andorre d'échecs                    |                                  |                          |
| Championnat d'Argentine d'échecs                  | Rubén Felgaer                    | Claudia Amura            |
| Championnat d'Arménie d'échecs                    |                                  |                          |
| Championnat d'Australie d'échecs                  |                                  |                          |
| Championnat d'Autriche d'échecs                   | Mario Schachinger                | Barbara Teuschler        |
| Championnat d'Azerbaïdjan d'échecs                |                                  |                          |
| Championnat du Bangladesh d'échecs                |                                  |                          |
| Championnat de la Barbade d'échecs                |                                  |                          |
| Championnat de Belgique d'échecs                  | Geert Van der Stricht (de)       | Astrid Barbier           |
| Championnat de la Biélorussie d'échecs            |                                  |                          |
| Championnat de Birmanie d'échecs                  | Wynn Zaw Htun (en)               |                          |
| Championnat de Bolivie d'échecs                   |                                  |                          |
| Championnat de Bosnie-Herzégovine d'échecs        |                                  |                          |
| Championnat du Botswana d'échecs                  |                                  |                          |
| Championnat du Brésil d'échecs                    | Rafael Leitão                    | Vanessa Feliciano        |
| Championnat de Bulgarie d'échecs                  | Kiril Georgiev                   | Iva Videnova             |
| Championnat du Canada d'échecs                    |                                  |                          |
| Championnat du Chili d'échecs                     |                                  |                          |
| Championnat de Chine d'échecs                     | Yu Yangyi                        | Ju Wenjun                |
| Championnat de Colombie d'échecs                  |                                  |                          |
| Championnat de Corée du Sud d'échecs              | Jun Hyeok Lee                    |                          |
| Championnat du Costa Rica d'échecs                |                                  |                          |
| Championnat de Croatie d'échecs                   |                                  |                          |
| Championnat de Cuba d'échecs                      | Isan Reynaldo Ortiz Suárez       |                          |
| Championnat de Chypre d'échecs                    |                                  |                          |
| Championnat du Danemark d'échecs                  |                                  |                          |
| Championnat d'Écosse d'échecs                     | Alan Tate                        |                          |
| Championnat des Émirats Arabes Unis d'échecs      |                                  |                          |
| Championnat d'Érythrée d'échecs                   | Kibrom Weldegebriel              | Pas de championnat dédié |
| Championnat d'Espagne d'échecs                    | Francisco Vallejo Pons           | Olga Alexandrova         |
| Championnat d'Estonie d'échecs                    | Kaido Kulaots                    | Mai Narva                |
| Championnat des États-Unis d'échecs               | Gata Kamsky                      | Irina Krush              |
| Championnat des îles Féroé d'échecs               | Høgni Egilstoft Nielsen (fo)     |                          |
| Championnat de Finlande d'échecs                  |                                  |                          |
| Championnat de France d'échecs                    | Laurent Fressinet                | Nino Maisuradze          |
| Championnat de Géorgie d'échecs                   | Gaioz Nigalidze (en)             | Lela Javakhichvili       |
| Championnat d'échecs de Grande-Bretagne           | Jonathan Hawkins et David Howell |                          |
| Championnat de Grèce d'échecs                     |                                  |                          |
| Championnat du Guatemala d'échecs                 |                                  |                          |
| Championnat du Honduras d'échecs                  |                                  |                          |
| Championnat de Hongrie d'échecs                   |                                  |                          |
| Championnat d'Inde d'échecs                       |                                  |                          |
| Championnat d'Indonésie d'échecs                  |                                  | Medina Warda Aulia       |
| Championnat d'Iran d'échecs                       |                                  |                          |
| Championnat d'Irlande d'échecs                    |                                  |                          |
| Championnat d'Islande d'échecs                    | Guðmundur Kjartansson (et)       | Lenka Ptáčníková         |
| Championnat d'Israël d'échecs                     | Victor Mikhalevski               |                          |
| Championnat d'Italie d'échecs                     | Axel Rombaldoni (it)             |                          |
| Championnat de Jamaïque d'échecs                  |                                  |                          |
| Championnat du Japon d'échecs                     | Ryosuke Nanjo                    |                          |
| Championnat du Kazakhstan d'échecs                |                                  |                          |
| Championnat du Kenya d'échecs                     |                                  |                          |
| Championnat du Kosovo d'échecs                    | Nderim Saraçi                    |                          |
| Championnat de Lettonie d'échecs                  |                                  |                          |
| Championnat du Liban d'échecs                     |                                  |                          |
| Championnat de Lituanie d'échecs                  | Šarūnas Šulskis                  | Salomėja Zaksaitė        |
| Championnat du Luxembourg d'échecs                |                                  |                          |
| Championnat de Macédoine d'échecs                 |                                  |                          |
| Championnat de Madagascar d'échecs                |                                  |                          |
| Championnat de Malaisie d'échecs                  |                                  |                          |
| Championnat de Malte d'échecs                     |                                  |                          |
| Championnat du Maroc d'échecs                     |                                  |                          |
| Championnat du Mexique d'échecs                   |                                  |                          |
| Championnat de Moldavie d'échecs                  |                                  |                          |
| Championnat de Mongolie d'échecs                  |                                  |                          |
| Championnat du Monténégro d'échecs                |                                  |                          |
| Championnat du Népal d'échecs                     |                                  |                          |
| Championnat de Namibie d'échecs                   | Leo Muller                       |                          |
| Championnat de Nouvelle-Zélande d'échecs          |                                  |                          |
| Championnat de Norvège d'échecs                   |                                  |                          |
| Championnat d'Ouzbékistan d'échecs                |                                  |                          |
| Championnat du Pakistan d'échecs                  |                                  |                          |
| Championnat du Paraguay d'échecs                  |                                  |                          |
| Championnat d'échecs des Pays-Bas                 | Loek van Wely,                   | Anne Haast               |
| Championnat du Pays de Galles d'échecs            |                                  |                          |
| Championnat du Pérou d'échecs                     |                                  |                          |
| Championnat des Philippines d'échecs              |                                  |                          |
| Championnat de Pologne d'échecs                   |                                  |                          |
| Championnat du Portugal d'échecs                  |                                  |                          |
| Championnat de la République Dominicaine d'échecs |                                  |                          |
| Championnat de la République Tchèque d'échecs     |                                  |                          |
| Championnat de Roumanie d'échecs                  | Vladimir Barnaure (nl)           | Corina-Isabela Peptan    |
| Championnat de Russie d'échecs                    | Igor Lysyj                       |                          |
| Championnat du Salvador d'échecs                  |                                  |                          |
| Championnat de Serbie d'échecs                    | Aleksandar Indjic                | Jovana Vojinović         |
| Championnat de Singapour d'échecs                 |                                  |                          |
| Championnat de Slovaquie d'échecs                 |                                  |                          |
| Championnat de Slovénie d'échecs                  |                                  |                          |
| Championnat du Sri Lanka d'échecs                 |                                  |                          |
| Championnat de Suède d'échecs                     |                                  |                          |
| Championnat de Suisse d'échecs                    | Yannick Pelletier                | Gundula Heinatz (en)     |
| Championnat du Suriname d'échecs                  |                                  |                          |
| Championnat du Togo d'échecs                      | Tevi Late Lawson Attiogbe        |                          |
| Championnat de Trinité-et-Tobago d'échecs         |                                  |                          |
| Championnat de Turquie d'échecs                   |                                  |                          |
| Championnat d'Ukraine d'échecs                    | Youriï Kouzoubov,                | Anna Mouzytchouk         |
| Championnat d'Uruguay d'échecs                    |                                  |                          |
| Championnat du Venezuela d'échecs                 |                                  |                          |
| Championnat du Vietnam d'échecs                   | Nguyễn Đức Hòa                   |                          |
| Championnat de Zambie d'échecs                    | Richmond Phiri                   |                          |

## Évolution des classements mondiaux en 2014
Les joueurs d'échecs ont un classement Elo mis à jour chaque mois par la FIDE en fonction de leurs résultats sportifs, et chaque partie jouée rapporte ou retire des points Elo aux joueurs. Au cours de l'année 2014, plusieurs progressions au classement Elo sont remarquées.

### Classement mixte
| Rang 2015 | Nom                | Né en | Fédération | Elo 2015 | Rang 2014 | Elo 2014 | Évolution     |
| --------- | ------------------ | ----- | ---------- | -------- | --------- | -------- | ------------- |
| 1         | Magnus Carlsen     | 1990  | Norvège    | 2 862    | 1         | 2 872    | en stagnation |
| 2         | Fabiano Caruana    | 1992  | Italie     | 2 820    | 6         | 2 782    | 38            |
| 3         | Alexander Grischuk | 1983  | Russie     | 2 810    | 7         | 2 777    | 33            |
| 4         | Veselin Topalov    | 1975  | Bulgarie   | 2 800    | 5         | 2 785    | 15            |
| 5         | Viswanathan Anand  | 1969  | Inde       | 2 797    | 9         | 2 773    | 24            |
| 6         | Levon Aronian      | 1982  | Arménie    | 2 797    | 2         | 2 812    | 15            |
| 7         | Anish Giri         | 1994  | Pays-Bas   | 2 784    | 19        | 2 734    | 50            |
| 8         | Vladimir Kramnik   | 1975  | Russie     | 2 783    | 4         | 2 787    | en stagnation |
| 9         | Hikaru Nakamura    | 1987  | États-Unis | 2 776    | 3         | 2 789    | 13            |
| 10        | Wesley So          | 1993  | États-Unis | 2 762    | 28        | 2 719    | 43            |

- Carlsen obtient le classement le plus élevé de l'histoire avec 2889 points Elo le 21 avril 2014.

### Classement femmes
| Rang 2015 | Nom                 | Né en | Fédération | Elo 2015 | Rang 2014 | Elo 2014 | Évolution     |
| --------- | ------------------- | ----- | ---------- | -------- | --------- | -------- | ------------- |
| 1         | Judit Polgár        | 1976  | Hongrie    | 2 675    | 1         | 2 693    | 18            |
| 2         | Hou Yifan           | 1994  | Chine      | 2 673    | 2         | 2 629    | 44            |
| 3         | Humpy Koneru        | 1987  | Inde       | 2 581    | 3         | 2 613    | 32            |
| 4         | Nana Dzagnidze      | 1987  | Géorgie    | 2 570    | 6         | 2 546    | 24            |
| 5         | Ju Wenjun           | 1991  | Chine      | 2 547    | 11        | 2 520    | 27            |
| 6         | Anna Muzychuk       | 1990  | Ukraine    | 2 544    | 5         | 2 566    | 22            |
| 7         | Valentina Gunina    | 1989  | Russie     | 2 538    | 16        | 2 503    | 35            |
| 8         | Kateryna Lahno      | 1989  | Russie     | 2 530    | 7         | 2 543    | 13            |
| 9         | Alexandra Kosteniuk | 1984  | Russie     | 2 529    | 9         | 2 527    | en stagnation |
| 10        | Bela Khotenashvili  | 1988  | Géorgie    | 2 526    | 8         | 2 527    | en stagnation |

## Transferts
Plusieurs transferts notables ont été relevés au cours de l'année :
- En novembre 2014, Wesley So quitte la fédération philippine pour la fédération américaine[réf. souhaitée].

## Nécrologie
- En 2014 : Albert Arutiunov (en)
- 8 janvier : Luis Marcos Bronstein (en)
- 11 janvier : Vugar Gashimov (né en 1986), triple champion d'Azerbaïdjan[69].
- 22 janvier : Hansruedi Glauser (en)
- 24 janvier : Curt Brasket (en)
- 25 janvier : Gyula Sax (né en 1951), double champion de Hongrie, champion d'Europe junior en 1971-1972[70].
- 15 mars : Miervaldis Jurševskis (en)
- 10 avril : Leo Hällström (en)
- 23 avril : Władyslawa Górska (en)
- 24 avril : Gintautas Piešina (en)
- 26 avril : Georgy Adelson-Velsky
- 5 mai : Alejandro Maccioni Seisdedos (en)
- 10 mai : Mari Kinsigo (en)
- 12 mai : Ľudovít Lehen (en)
- 17 mai : Ján Šefc (en)
- 23 mai : Dragoljub Velimirović[71]
- 1er juin : Dolfi Drimer (en)
- 15 juin : Andreï Kharlov
- 7 juillet : Andrew John Whiteley (en)
- en août : Arinbjörn Guðmundsson (en)
- 14 août : Kurt Meier-Boudane (de)[72], Alisher Anarkulow (de)[72]
- 16 août : Dragoljub Čirić
- 18 août : Levente Lengyel
- 23 août : Irmgard Kärner (en)
- 6 septembre : Kira Zvorykina
- 3 octobre : Zaw Win Lay (en)
- 7 octobre : Daniel Hadorn
- 5 novembre : Iuri Akobia (en)
- 22 novembre : Anne Sunnucks (en)
- 8 octobre : Gerardo Budowski (en)
- 8 décembre : Elmārs Zemgalis
- 11 décembre : Peter Clarke (chess player) (en)